# 소라초등학교
소라초등학교는 대한민국 전라남도 여수시에 있는 공립 초등학교이다.

## 학교 연혁
- 1921년 9월 17일 소라공립보통학교(4년제) 개교설립인가 6월 20일
- 1927년 4월 1일 6년제로 개편
- 1938년 4월 1일 소라공립심상소학교로 개칭
- 1941년 4월 1일 소라공립국민학교로 개칭
- 1949년 9월 1일 소라국민학교로 개칭
- 1981년 3월 1일 병설유치원 개원
- 1992년 3월 1일 소라중앙국민학교 통합
- 1996년 3월 1일 소라초등학교 개명
- 1997년 3월 1일 사곡분교장 관리
- 1999년 9월 1일 신흥분교장, 달천분교장, 여자분교장, 소라남분교장, 송여자분교장 관리
- 2007년 3월 1일 달천분교장, 송여자분교장 통폐합
- 2019년 3월 1일 제42대 김준 교장 부임
- 2020년 1월 9일 제97회 졸업식(23명)(총 8807명)
- 2020년 3월 1일 본교 7학급(특수학급 포함), 4개 분교장(10학급), 초등병설유치원 2학급 운영
- 2025년 3월 1일 여자분교장 통폐합

## 참고 자료
- 소라초등학교 - 한국교육학술정보원 학교알리미